# Cadabedo
Cadabedo (llamada oficialmente San Bartolomeu de Cadavedo) es una parroquia y una aldea española del municipio de Pastoriza, en la provincia de Lugo, Galicia.

## Otras denominaciones
La parroquia también es conocida por el nombre de San Bartolomeu de Cadabedo.

## Organización territorial
La parroquia está formada por seis entidades de población:
- Cadabedo (Cadavedo)
- Carballeira (A Carballeira)
- Ferreria (A Ferrería)
- Fontelas (As Fontelas)
- Montouto
- Portela (A Portela)

## Demografía

### Parroquia
| Gráfica de evolución demográfica de Cadabedo (parroquia) entre 2000 y 2020 |
|                                                                            |
| Datos según el nomenclátor publicado por el INE.                           |

### Aldea
| Gráfica de evolución demográfica de Cadabedo (aldea) entre 2000 y 2020 |
|                                                                        |
| Datos según el nomenclátor publicado por el INE.                       |